# Иван Лалов (офицер)
Иван Тодоров Лалов е български офицер, генерал-майор.

## Биография
Роден е на 9 август 1962 г. в плевенското село Бреница. Средното си образование завършва в ПГ „Васил Коларов“ в Червен бряг. Завършва Военновъздушното училище в Долна Митрополия през 1987 г. От 1987 до 1988 г. е младши пилот в авиобаза Равнец. Между 1988 и 1990 г. е старши пилот в авиобазата, а от 1990 до 1994 г. е заместник-командир на звено там. Между 1994 и 1996 г. е командир на звено. В периода 1996 – 1998 г. е началник-щаб на ескадрила. През 2000 г. завършва Военната академия в София. След това до 2002 г. е командир на ескадрила в авиобазата в Граф Игнатиево. От 2002 до 2004 г. е заместник-командир по летателната подготовка на авиобазата. През 2005 г. заминава да учи в Общовойскови колеж по отбраната на Република Франция в Париж. Завръща се през 2006 г. и е назначен за заместник-командир по бойната подготовка на авиобазата в Граф Игнатиево. Между 2008 и 2014 г. е заместник-командир на авиобазата. На 28 април 2014 г. е назначен на длъжността командир на 3-та авиационна база и удостоен с висше офицерско звание бригаден генерал. На поста си остава до 5 май 2018 г. От 6 май 2018 г. е генерал-майор и заместник-командващ на Съвместното командване на силите. На 12 юли 2021 г. e освободен от длъжността заместник-командващ на Съвместното командване на силите и от военна служба, считано от 9 август 2021 г..

## Образование
- ПГ „Васил Коларов“, Червен бряг
- Военновъздушно училище „Георги Бенковски“ – до 1987
- Военна академия „Г.С.Раковски“ – до 2000
- Общовойскови колеж по отбраната на Република Франция в Париж – 2005 – 2006

## Военни звания
- Лейтенант (1987)
- Старши лейтенант (1990)
- Капитан (1993)
- Майор (1996)
- Подполковник (2000)
- Полковник (2006)
- Бригаден генерал (13 май 2014)
- Генерал-майор (6 май 2018)